# Atezolizumab
Atezolizumab, pod zaščitenim imenom Tecentriq, je zdravilo iz skupine monoklonskih protiteles, ki se uporablja za zdravljenje nekaterih vrst raka (urotelijski rak, pljučni rak, rak dojke). Atezolizumab deluje kot zaviralec nadzornih točk, in sicer se veže na ligand za receptor programirane celične smrti (PD-L1) ter spodbudi imunski sistem, da uniči rakave celice.
Najpogostejši neželeni učinki pri uporabi zdravila atezolizumab so utrujenost, zmanjšan tek, slabost, bruhanje, kašelj, težave z dihanjem, driska, izpuščaj, vročina, bolečine v hrbtu, sklepih, mišicah ali kosteh, telesna šibkost, srbež in okužbe sečil.

## Klinična uporaba
Atezolizumab se uporablja za zdravljenje:
- napredovalega ali razsejanega (metastatskega) urotelijskega raka (vrsta raka sečnega mehurja);
- napredovalega ali razsejanega nedrobnoceličnega pljučnega raka;
- razsejanega drobnoceličnega pljučnega raka;
- napredovalega ali razsejanega trojno negativnega raka dojke.

Uporablja se samostojno ali v kombinaciji z drugimi protirakavimi zdravili.

## Neželeni učinki
Najpogostejši neželeni učinki pri uporabi zdravila atezolizumab so utrujenost, zmanjšan tek, slabost, bruhanje, kašelj, težave z dihanjem, driska, izpuščaj, vročina, bolečine v hrbtu, sklepih, mišicah ali kosteh, telesna šibkost, srbež in okužbe sečil.
Poročali so tudi hudih kožnih neželenih učinkih, vključno s primeri stevens-johnsonovega sindroma in toksične epidermalne nekrolize.

## Mehanizem delovanja
Atezolizumab deluje kot zaviralec nadzornih točk, in sicer se veže na ligand za receptor programirane celične smrti (PD-L1) ter spodbudi imunski sistem, da uniči rakave celice.
Vezava med receptorji programirane celične smrti (PD-1), ki so zlasti na površini limfocitov T, in njegovimi ligandi (PD-L1) omogoča nemoteno rast in razvoj tumorskih celic. 
Atezolizumab z vezavo na PD-L1  odpravi s PD-L1/PD-1 posredovano zavrtje imunskega odziva in spodbudi protitumorski imunski odziv.